# بیزامبرگ
بیزامبرگ (به آلمانی: Bisamberg) یک منطقهٔ مسکونی در اتریش است که در ناحیه کورنویبورگ واقع شده‌است. بیزامبرگ ۴٬۰۰۱ نفر جمعیت دارد.